# Llywelyn ap Seisyll
Llywelyn ap Seisyll (... – 1023) è stato un re gallese che regnò sul Gwynedd, sul Powys e sul Deheubarth.

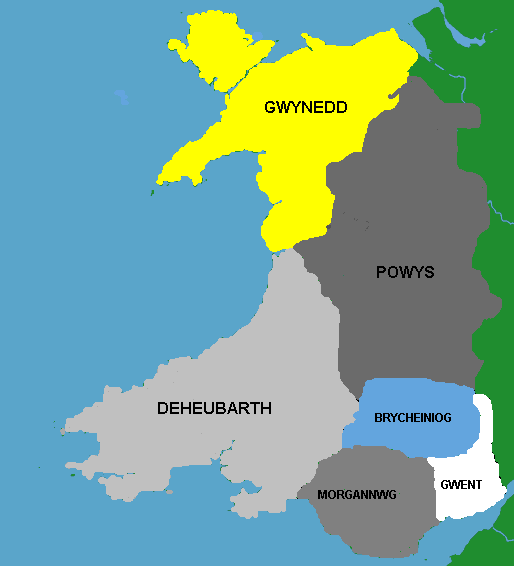
Regni medioevali del Galles

Llywelyn era il figlio di Seisyll, un uomo di cui si conosce poco. Il primo resoconto di Llewelyn è nel 1018, l'anno in cui sconfisse e uccise Aeddan ap Blegywryd, insieme a quattro suoi figli e prese il controllo del Gwynedd e del Powys.
Nel 1022, un uomo chiamato Rhain l'Irlandese fu incoronato re del Deheubarth; sosteneva di essere figlio di Maredudd ab Owain, la cui figlia Angharad aveva sposato Llywelyn. Llywelyn entrò in guerra contro Rhain, combatterono una battaglia presso Abergwili nel 1022, e dopo un “massacro da ambo le parti”, Rhain fu ucciso e Llywelyn ottenne anche il Deheubarth.
Llywelyn, morì l'anno seguente il suo successo contro Rhain, nel 1023. La Brut y Tywysogion ritrae il regno di Llywelyn come prospero, dicendo “completo, abbondante di ricchezze e abitanti; così si supponeva che non ci fosse né un povero né un indigente in tutti i suoi territori, né un paese vuoto, né alcuna mancanza”. Llywelyn fu chiamato "Re dei Bretoni" dagli Annali dell'Ulster.
Il figlio di Llywelyn, Gruffydd;, non succedette al padre, forse per via della sua giovane età. Gruffydd diventò poi il primo e unico Re del Galles vero e proprio, cioè l'unico che regnò sull'intero territorio gallese. Tuttavia, fu ucciso dai suoi stessi uomini nel 1063. I figli di Gruffydd, Maredudd e Idwal, morirono nel 1069, combattendo nella battaglia di Mechain.
Siccome il nonno di Llewelyn è ignoto, alcuni studiosi suggeriscono che si chiamasse Ednowain o Owain, mentre altri Rhodri. Però, una proposta più probabile è che lo zio di Llewelyn fosse il Re Cadell ap Brochwel del Pwys, e che Llywelyn fosse figlio di suo fratello minore Seisyll e che non avesse ottenuto Powys per conquista ma per diritto ereditario e successivamente conquistò il Gwynedd da Aeddan figlio di Blegywryd.